# Trung tâm Hội chợ Triển lãm Quốc tế Bangkok
Trung tâm Hội chợ Triển lãm Quốc tế Bangkok (BITEC) là một tòa nhà hội chợ triển lãm ở Bangkok, Thái Lan. Trung tâm này mở cửa năm 1997 và có tổng diện tích sàn 50.400 m². Đây cũng là nơi tổ chức Triển lãm mô tô quốc tế Bangkok hàng năm. BITEC nằm bên cạnh Xa lộ Ban Na-Tad, gần giao lộ với đường Sukhumvit ở Bang Na.